# Walporzheim
Walporzheim ist ein Stadtteil und Ortsbezirk der Stadt Bad Neuenahr-Ahrweiler im Landkreis Ahrweiler in Rheinland-Pfalz.

## Geographie
Steile Felsformationen, von denen die Felsnase Bunte Kuh die bekannteste ist, bilden bei Walporzheim ein bis zu 200 Meter tief eingekerbtes, klammartiges Tal. Maschineneinsatz bei den Arbeiten im Weinberg ist fast nicht möglich.

## Geschichte

### Von der ersten Erwähnung bis ins 20. Jahrhundert
Walporzheim wird im Jahr 893 erstmals im Prümer Güterverzeichnis urkundlich erwähnt. Der Ort gehörte zur Stadt Ahrweiler. Sanct Peter, das älteste Gasthaus an der Ahr, das 1805 in Privatbesitz überging, war gegen 1100 Bestandteil des Besitzes der Grafen von Are, bis es 1246 an das Kölner Domkapitel übertragen wurde. 1210 wurde Eigenbesitz u. a. in Walporzheim als Lehen vom Kloster Laach an den Trierer Erzbischof Johann I. übertragen, der es an Graf Gerhard von Are zur Schirmvogtei weiterzugeben hatte.
Zu Zeiten Napoleons wurde aus Walporzheimer Wein Sekt hergestellt, der sich in England als Sparkling Wine from Walporzheim besonders gut verkaufte. Am 19. März 1871 wurde die Walporzheimer Winzergenossenschaft gegründet, nach der Winzergenossenschaft Mayschoß-Altenahr die zweitälteste an der Ahr. 1927 hatte Walporzheim 380 Einwohner.

### Kapelle St. Josef
St. Peter unmittelbar benachbart ist die Kapelle St. Josef, ein einschiffiger verputzter Bruchsteinbau von 13 Metern Länge und 5,50 Metern Breite. Erste Nachrichten dieser Kapelle datieren um 1660 im Zusammenhang mit der Lieferung von Klockwein, d. h. Glöcknerwein. 1770 wurde eine neue Kapelle gebaut, wie aus der über dem Portal als Relief in den Basalt eingearbeiteten Jahreszahl hervorgeht. Die Kapelle erhielt zwei Glocken, St. Josef und St. Sebastianus. Am 20. Juli 1924 wurde ein Anbau an die Kapelle geweiht. Am 6. Dezember 1964 wurde eine neue, 180 Kilogramm schwere Glocke geweiht. 1988/89 wurde die St.-Josefs-Kapelle renoviert und 2001 die alte Orgel durch eine neue ersetzt. Im Jahr 2017 wurde der „Freundeskreis der Kapelle St. Josef Walporzheim“ von Walporzheimern Bürgern gegründet. Ziel ist die Förderung des Gemeindelebens sowie zum Erhalt der Kapelle beizutragen. Bei der Flutkatastrophe 2021 wurde die Kapelle schwer beschädigt.

### Flutkatastrophe 2021
Die Flutkatastrophe an der Ahr in der Nacht vom 14. auf den 15. Juli 2021 hinterließ in Walporzheim wie in anderen Orten erhebliche Schäden. Häuser, die Eisenbahnbrücke, Gaststätten, die Kapelle St. Josef und vieles andere wurden verwüstet oder zerstört. Die Aufräumungsarbeiten gestalteten sich als schwierig. In einer Situationsschilderung schrieb die Rhein-Zeitung wenige Tage nach dem Unglück unter anderem: „Im Stadtteil Walporzheim von Bad Neuenahr-Ahrweiler sind es vor allem Freunde und Verwandte, die mithelfen, Dreck wegzuschaufeln und den zu Müll gewordenen Hausrat. Die Straßen sind voller Menschen, denen der Schlamm, den die Flut hinterlassen hat, an der Kleidung klebt.“ Zum Schluss des Berichts heißt es: „Massenhaft säumen weggespülte Autos, die nur noch mit dem Dach aus dem hinterbliebenen Schlamm ragen, die Straßen.“ Zum Gedenken an die 134 Menschen, die durch die Katastrophe im Ahrtal starben, bauten die Bürger von Walporzheim und der Kapellenverein an der Bunten Kuh die Flutkapelle. Sie stellten dieses kleine Gotteshaus unter den Schutz des heiligen Donatus von Münstereifel, eines Heiligen, der vor Naturgewalten aller Art schützen soll.

## Politik

### Ortsbezirk
Walporzheim ist einer von zehn Ortsbezirken der Stadt Bad Neuenahr-Ahrweiler. Der Stadtteil wird von einem Ortsbeirat sowie einem Ortsvorsteher vertreten.

### Ortsbeirat
Der Ortsbeirat besteht aus fünf Mitgliedern, die bei der Kommunalwahl am 9. Juni 2024 in einer personalisierten Verhältniswahl gewählt wurden, und dem ehrenamtlichen Ortsvorsteher als Vorsitzendem.
Die Sitzverteilung im Ortsbeirat:
| Wahl | CDU | FWG 1 | Gesamt  |
| ---- | --- | ----- | ------- |
| 2024 | 2   | 3     | 5 Sitze |
| 2019 | 2   | 3     | 5 Sitze |
| 2014 | 2   | 3     | 5 Sitze |
| 2009 | 2   | 3     | 5 Sitze |

### Ortsvorsteher
Petra Lanzerath (CDU) wurde am 14. August 2024 Ortsvorsteherin von Walporzheim. Bei der Direktwahl am 9. Juni 2024 war sie als einzige Bewerberin mit einem Stimmenanteil von 66,5 für fünf Jahre gewählt worden.
Lanzeraths Vorgänger Gregor Sebastian (FWG) hatte das Amt 2009 übernommen und kandidierte bei der Wahl 2024 nicht erneut.

## Wirtschaft
Wirtschaftlich am bedeutendsten für Walporzheim sind schon immer Weinbau und Weinhandel. Bekannt ist der Ort wegen seiner Lagen Domlay (9 ha), der Alten Lay (5 ha), dem Kräuterberg (3 ha), dem Himmelchen (10 ha), dem Pfaffenberg (18 ha) und besonders auch wegen der Gärkammer, die mit 0,6 ha die kleinste Lage weltweit ist. hauptsächlich wird Spätburgunder angebaut. Diese teils von Stütz- und Trockenmauern (29 Kilometer Gesamtlänge) durchzogenen Weinberge sind in Steillage terrassenförmig angelegt.

## Sehenswürdigkeiten
- Felsformation Bunte Kuh: Hier wurden römische Münzen gefunden.
- Ehemaliger Bahnhof
- Kapelle St. Josef
- Domherrenhof, Walporzheimer Straße 134
- Hakenhof, Fachwerkhaus (Walporzheimer Straße 163) aus dem 18./19. Jahrhundert
- Wegekreuz aus dem 18. Jahrhundert, Ecke Walporzheimer Straße/Pfaffenbergstraße
- Historisches Gasthaus Sanct Peter aus dem Jahr 1246